# Inmigración gallega en Venezuela

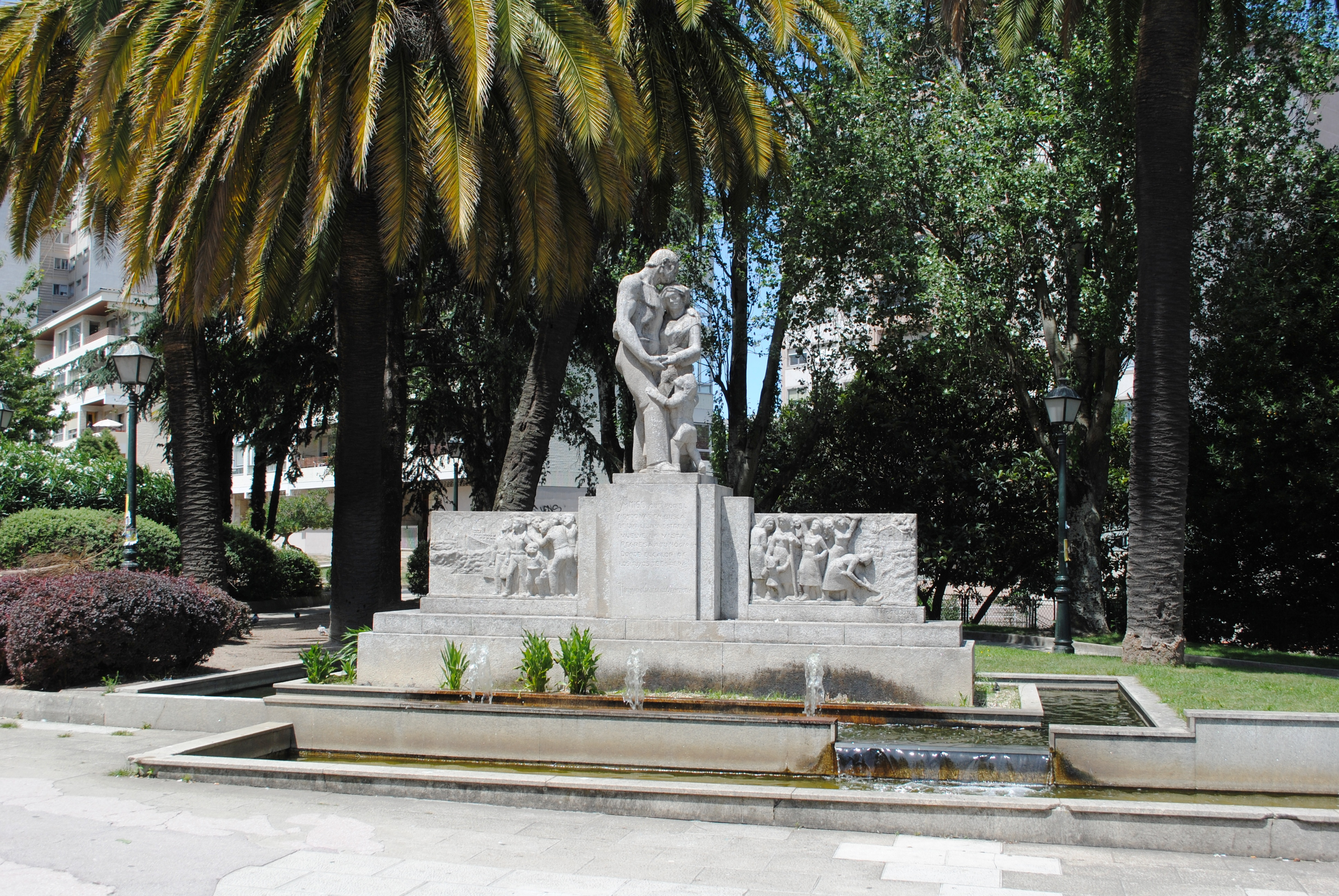
“Monumento ao emigrante”, escultura del artista Camilo Nogueira Martínez, se encuentra en la ciudad de Vigo, Galicia. En su base puede leerse la inscripción:
"Amigo que por el mundo vas en busca de una lejana estrella, vuelve la vista, regresa a tu hogar, donde el calor de los tuyos te espera."
— Hermandad Gallega de Venezuela.

La inmigración gallega en Venezuela constituye un capítulo relevante dentro de la diáspora española en América Latina durante el siglo XX. Aunque los gallegos emigraron a diversos destinos del continente, Venezuela se convirtió en uno de los principales receptores, especialmente entre las décadas de 1940 y 1980, impulsado por factores como la represión franquista, la crisis del medio rural en Galicia y el auge petrolero venezolano, que generó una alta demanda de mano de obra.
Los primeros contingentes gallegos en Venezuela se establecieron mayoritariamente en Caracas, donde fundaron entidades comunitarias como el Lar Gallego (1945) y la Hermandad Gallega de Venezuela (1960). Estas organizaciones no solo funcionaron como espacios de encuentro y apoyo mutuo, sino también como mecanismos para preservar la identidad cultural, lingüística y religiosa del colectivo. Desempeñaron un papel fundamental en la integración social y económica de los inmigrantes, al facilitar el acceso a empleo, atención médica, actividades culturales y asesoramiento legal.
Según estudios demográficos, los gallegos constituían uno de los grupos regionales más numerosos dentro de la inmigración española en Venezuela, solo superados por los canarios. Durante el dictadura de Marcos Pérez Jiménez se estima que arribaron al país cerca de 150.000 españoles, de los cuales aproximadamente un tercio era de origen gallego. Para 1961, se calculaba que alrededor del 25 % de los españoles residentes en Venezuela pertenecía a esta comunidad. La presencia gallega se consolidó principalmente en los sectores comercial, gastronómico y de la construcción, y fue reconocida por su ética laboral y su capacidad de organización comunitaria.
La migración gallega también dejó una huella perdurable en la cultura venezolana, a través de la música, la gastronomía, las festividades patronales y el galleguismo político, que permaneció activo en el exilio. A partir de la década de 1990, con el progresivo deterioro de la situación económica y política en Venezuela, muchas familias gallegas iniciaron procesos de retorno a Galicia, cerrando así un ciclo migratorio que abarcó varias generaciones.

## Contexto histórico
La emigración gallega a Venezuela se inserta dentro de un conjunto de procesos históricos transatlánticos que influyeron tanto en Galicia como en América Latina desde el siglo XIX. Aunque existía presencia gallega en América desde la época colonial, fue a partir del siglo XX —particularmente tras la guerra civil española (1936–1939)— cuando se consolidó un flujo migratorio sostenido hacia Venezuela, motivado por factores estructurales, políticos y económicos.
En Galicia, el atraso agrario, la alta densidad demográfica en las zonas rurales, el minifundismo y la escasa industrialización obligaron a miles de personas a buscar oportunidades fuera de la región. Estas condiciones, presentes desde el siglo XIX, se agudizaron con las consecuencias de la Guerra Civil, la represión franquista y la pobreza extendida en la posguerra. La emigración se convirtió en una salida viable frente al estancamiento económico y la falta de expectativas locales.
Simultáneamente, Venezuela adoptó desde 1936 una política migratoria orientada a atraer población europea, con el propósito de modernizar su economía, diversificar la fuerza laboral y repoblar zonas estratégicas del país. Esta política se intensificó durante la década de 1950, impulsada por el auge petrolero, que transformó a Venezuela en un destino atractivo para miles de europeos, en particular españoles, portugueses e italianos.
En 1954, el Estado venezolano suscribió acuerdos con España que facilitaron la inmigración legal, permitiendo el ingreso de miles de gallegos mediante pasajes subvencionados, contratos de trabajo previos o redes familiares ya establecidas. La mayoría se radicó en Caracas, donde existía una comunidad gallega preexistente, lo que favoreció la formación de redes migratorias sólidas y la creación de asociaciones comunitarias.
La colectividad gallega en Venezuela no fue homogénea. Estuvo integrada tanto por emigrantes económicos procedentes de entornos rurales empobrecidos como por exiliados republicanos perseguidos por el franquismo. A pesar de sus distintas motivaciones, ambos grupos compartían el desarraigo y el anhelo de reconstruir sus vidas en un entorno más prometedor.
Durante las décadas de 1950 y 1960, los gallegos se distinguieron en sectores como el comercio minorista, la hostelería, la construcción y los servicios. Su capacidad de adaptación y su alto grado de autoorganización se reflejaron en la creación de instituciones emblemáticas como el Lar Gallego (fundado en 1945) y la Hermandad Gallega de Venezuela (fundada en 1960), espacios fundamentales para la cohesión social y la preservación de su identidad cultural.